# 土地改革紀念館

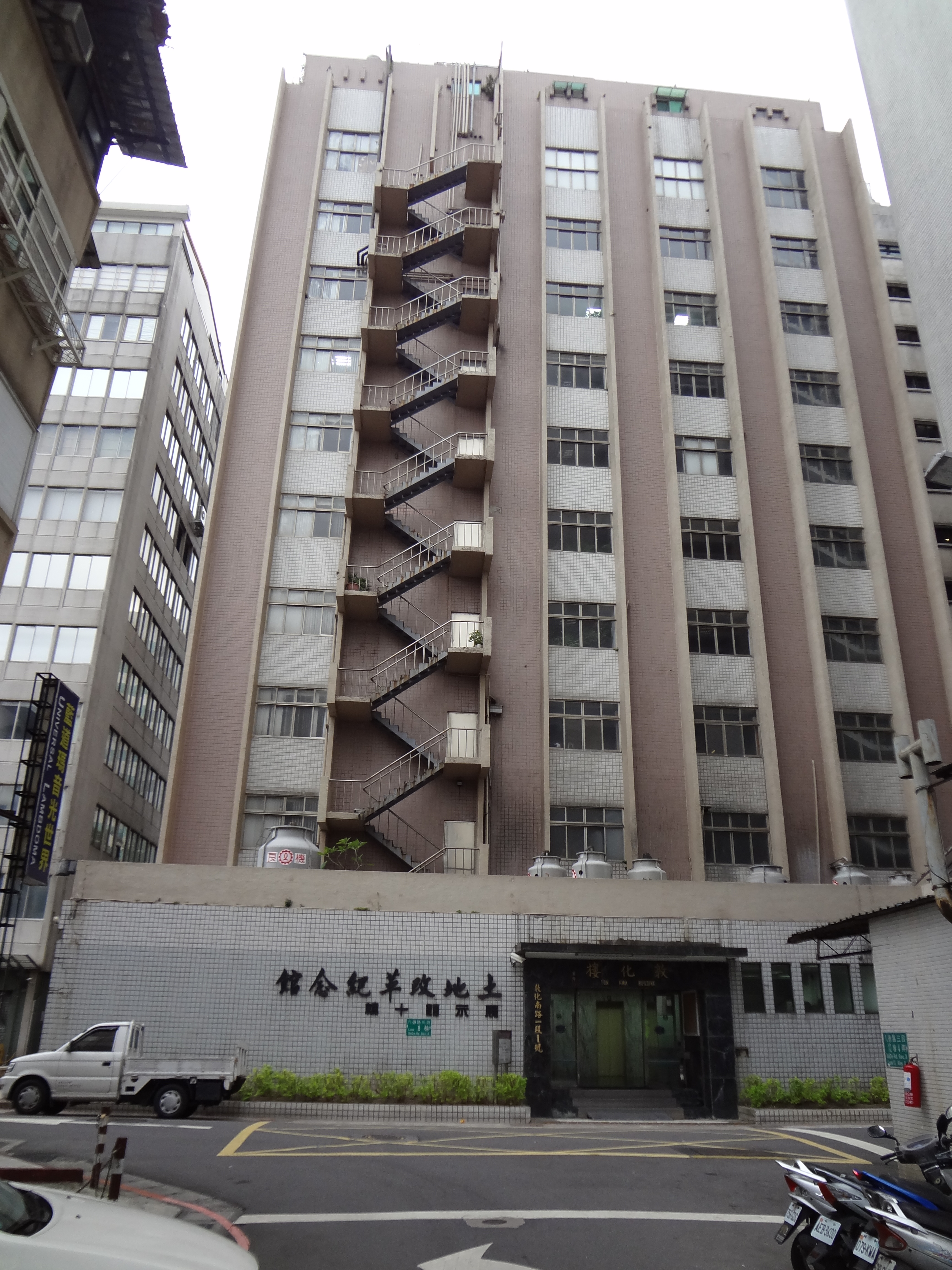
敦化樓正面全景

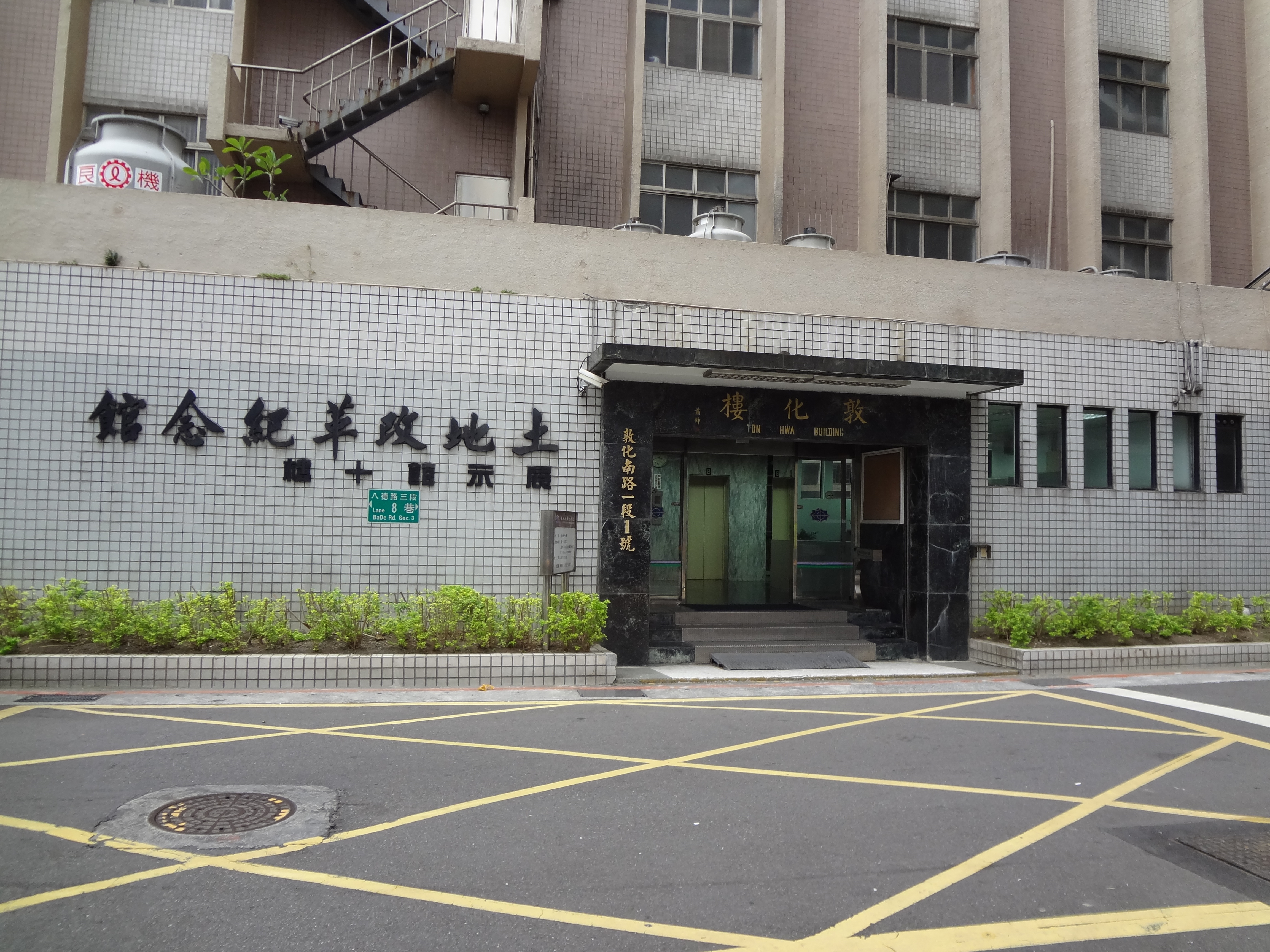
敦化樓1樓外觀

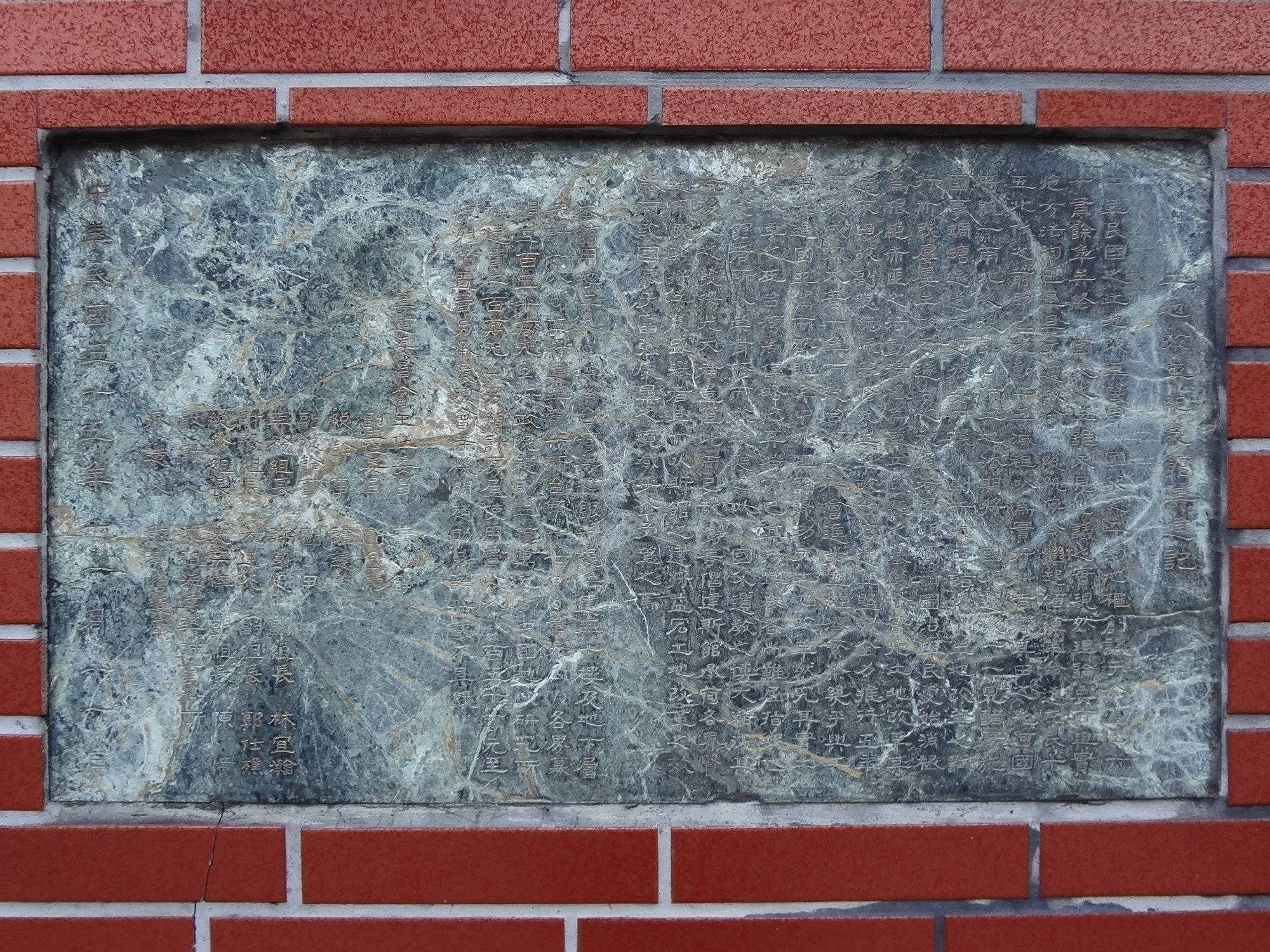
土地改革紀念館籌建記

土地改革紀念館是一棟位於臺灣臺北市松山區的多功能大樓，樓層共11層（地上10樓、地下1樓），是為了紀念1950年代台灣土地改革而創建的紀念館。目前結合展示、研究、教育訓練、場地出租等多功能。
土地改革紀念館由曾經留學德國的地政學者蕭錚號召各界捐款成立。1967年3月11日，土地改革紀念館大樓落成，命名為敦化樓，由蕭錚題字、中華民國副總統嚴家淦主持剪綵、臺灣省政府主席黃杰主持揭幕儀式。
此外，1965年9月，臺灣省政府撥款於今桃園市興建完成「臺灣省土地改革資料陳列館」並同時對外開放。

## 外部連結
- https://www.landreform.org.tw/土地改革紀念館官方網站%5B%5D]
- 嚴家淦副總統為土地改革紀念館剪綵
- 土地改革紀念館初成立時的外觀
- 土地改革紀念館創辦人蕭錚[永久]